# Trevor Daniel
Trevor Daniel (* 28. září 1994 Houston, Texas) je americký zpěvák a skladatel. Proslavil se svým singlem Falling z roku 2018, který se dostal do hitparád ve více než dvaceti zemích poté, co se v roce 2019 stal virálním. Jeho debutové studiové album Nicotine vyšlo v březnu 2020. Za svou kariéru spolupracoval s hudebníky jako jsou například: Selena Gomezová, Zara Larsson, Bebe Rexha, Julia Michaels, Ty Dolla Sign nebo Finneas O'Connell.

## Diskografie

### Studiová alba
- Nicotine (2020)
- Sad Now Doesn't Mean Sad Forever (2021, bude vydáno)

### EP
- Homesick (2018)
- Restless (2019)